# Lettres de Chion d'Héraclée

Les Lettres de Chion d'Héraclée sont un roman épistolaire grec de l'Antiquité, constitué de dix-sept lettres attribuées à Chion d'Héraclée, un personnage historique réel : au IVe siècle av. J.-C., il a perdu la vie en assassinant le tyran Cléarque qui gouvernait sa cité natale, Héraclée du Pont. Mais, cette collection de lettres retraçant une partie de la vie (imaginée) du personnage est due à un auteur anonyme bien plus tardif, ayant vécu au temps de l'Empire romain. Plus précisément, on a évoqué, soit la fin du Ier  ou le IIe siècle ap. J.-C., après le règne de Domitien, soit le IVe siècle.

## L'histoire racontée
La plupart des événements racontés ont été imaginés par l'auteur.
Le jeune Chion quitte sa patrie et sa famille pour aller étudier la philosophie à Athènes, avec l'accord de son père Matris, qui a jadis connu Socrate et qui lui a vanté l'excellence de son enseignement. De passage à Byzance, il y est retenu quelque temps par des vents contraires qui l'empêchent de poursuivre son voyage. Cette pause forcée lui donne l'occasion de voir arriver Xénophon, à la tête du corps de mercenaires des Dix Mille, de retour de leur traversée de l'empire perse. La tension monte entre cette troupe et les Byzantins, mais Xénophon parvient, par la seule force persuasive de sa parole, à empêcher l'affrontement, ce qui suscite l'admiration de Chion, qui comprend que c'est là un effet de l'éducation philosophique. Quand le vent le permet, il repart, plus déterminé que jamais. En cours de route, il échappe à une attaque de pirates et, lors d'une escale, à une armée de Thraces qui font le siège d'une cité grecque.
Parvenu à Athènes, Chion est bien reçu par Platon, à cause de l'ancienne amitié de Matris avec Socrate. Il mène désormais la vie d'un étudiant de philosophie issu d'une famille aisée, recevant des subsides de son père (et même du caviar de la Mer Noire, où est située Héraclée), devenu à la fois l'élève et l'ami de Platon, qu'il fait profiter, malgré les réticences de celui-ci, de ses largesses. Les années passent. Matris demande à son fils de rentrer, mais Chion estime qu'il n'a pas encore passé assez de temps. Peu après, coup de théâtre : le jeune homme apprend que Cléarque s’est emparé du pouvoir à Héraclée et y a instauré la tyrannie. Il décide donc de rentrer, pour ne pas se comporter en lâche en restant au loin bien à l’abri, tandis que souffre sa patrie. Il est néanmoins retenu à Athènes pendant quelques mois. Pendant ce laps de temps, il est l’objet d’une tentative d’assassinat commise par un homme de main envoyé par Cléarque, tentative à laquelle il n’échappe que par son courage et sa capacité à se battre à mains nues. Cet événement le fortifie dans sa résolution d'agir contre le tyran. Avec la complicité de son père, il met au point une stratégie : il tâche de passer aux yeux de Cléarque pour un doux intellectuel tout occupé de spéculations philosophiques, ne présentant donc aucun danger. Il rentre finalement, en s'arrêtant de nouveau à Byzance pour s'assurer qu'il a bien endormi la méfiance du tyran, réunit quelques conjurés et passe à l'attaque à l'occasion d'un défilé religieux, sachant par avance qu'il mourra, mais espérant fermement entraîner Cléarque avec lui.

## Caractéristiques de l'œuvre
L'auteur inconnu parvient à raconter cette histoire au moyen des seules lettres censées avoir été écrites par Chion, tout en faisant deviner le contenu de celles qu'il reçoit, ce qui dénote une maîtrise certaine de l'art du romancier. Habileté de romancier aussi que la peinture de l'évolution psychologique du personnage : au début, c'est un jeune homme plein de bonne volonté, mais naïf et irréfléchi. Sous l'effet du temps et de sa formation à la philosophie, il se transforme en homme capable de ruse et en héros déterminé à sacrifier sa vie pour un idéal.
La question qui est au centre de l'œuvre est celle du rapport de la philosophie avec l'action dans le monde. Chion s'oppose à une conception de la philosophie, courante dans l'Antiquité, comme recherche individuelle d'une sagesse coupée des réalités dans laquelle le philosophe vise à s'abstraire du monde et à se consacrer entièrement à la méditation. Il découvre et met en pratique l'idée que la philosophie est au contraire le moyen de mieux agir dans le monde immédiat, de faire les choix qui s'imposent et d'avoir les armes qui permettent d'agir. C'est pourquoi, certains commentateurs ont appelé cette œuvre « roman philosophique ». D'autres ont insisté plutôt sur le caractère littéraire de cette composition et sur l'influence de certains exercices de rhétorique, en particulier l'éthopée, les déclamations portant sur le sujet du tyrannicide et les types épistolaires.

## Transmission
La collection est conservée dans 33 manuscrits (parfois fragmentaires), les plus anciens datant du XIVe siècle, en général avec d'autres séries de lettres apocryphes attribuées à des personnages célèbres de l'Antiquité. Elles ont été imprimées dès 1499 avec une traduction latine, chez Alde l'Ancien. La première édition séparée date de 1583 (Johannes Caselius, Rostock, également avec une traduction latine). L'édition principale du XIXe siècle est celle de Johann Conrad Orelli (Leipzig, 1816), dans le même volume que le résumé de l'Histoire d'Héraclée du Pont de Memnon d'Héraclée qui se trouve dans la Bibliothèque de Photios.